# Capasa tortuosa
Capasa tortuosa är en fjärilsart som beskrevs av W. Warren 1897. Capasa tortuosa ingår i släktet Capasa och familjen mätare. Inga underarter finns listade i Catalogue of Life.